# Paradoks Monty’ego Halla
Paradoks Monty’ego Halla – jeden z paradoksów opartych na rachunku prawdopodobieństwa. Nazwa paradoksu pochodzi od Monty’ego Halla, prowadzącego teleturnieju Let’s make a deal (w polskiej wersji Idź na całość).

## Treść paradoksu
Zawodnik stoi przed trzema zasłoniętymi bramkami. Za jedną z nich (za którą – wie to tylko prowadzący program) jest nagroda (umieszczana całkowicie losowo). Gracz wybiera jedną z bramek. Prowadzący program odsłania inną bramkę (co istotne – anonsując, że jest to bramka pusta), po czym proponuje graczowi zmianę wyboru.
Intuicyjnie nie ma znaczenia, czy zawodnik pozostanie przy swoim wyborze, czy nie. Okazuje się jednak, że jest inaczej. Przy wyborze strategii pozostawania przy swoim pierwszym wyborze prawdopodobieństwo wygranej wynosi 1/3. Natomiast przy wyborze „strategii zmiany” wynosi 2/3.
Oznacza to, że zawodnikowi opłaci się zmienić bramkę, ponieważ ma wtedy dwa razy większe szanse na wygraną. Paradoks wynika z niedocenienia informacji, jaką „między wierszami” przekazuje prowadzący. Informacją tą jest wskazanie pustej bramki.
Innymi słowy poprzez otwarcie jednej z pustych bramek prowadzący zmniejsza liczność zbioru „pustych bramek”, a w rezultacie prawdopodobieństwo przegranej z 2/3 do 1/3. „Pozostałe” prawdopodobieństwo wygranej musi wynosić więc obecnie 2/3.

## Rozwiązania intuicyjne

Prawdopodobieństwo trafienia nagrody wynosi 1/3 dla każdej bramki. Dwie bramki dają łącznie 2/3

Jeśli odkryjemy jedną bramkę bez nagrody, prawdopodobieństwo trafienia, jeśli zmienimy wybór, wynosi 2/3 (koza symbolizuje brak nagrody)

### Łatwiej spudłować
Załóżmy, że zawodnik wskazuje pierwotnie bramkę, za którą jest nagroda (zdarza się to z prawdopodobieństwem 1/3). Prowadzący program odsłoni wtedy jedną z pozostałych bramek i wówczas zmiana wyboru z pewnością doprowadzi do przegranej.
Jeżeli jednak zawodnik początkowo wskazuje bramkę pustą (a dzieje się tak z prawdopodobieństwem 2/3), wówczas prowadzący program musi odsłonić drugą z dwóch pustych bramek. Zmiana wyboru przez zawodnika w tym przypadku doprowadzi do wygranej.
Paradoks polega na tym, że intuicyjnie przypisujemy równe szanse dwóm sytuacjom – wskazanie wygranej w jednej z dwóch zakrytych ciągle bramek wydaje się „równie prawdopodobne” jak posiadanie bramki pustej, bo przecież „nic nie wiadomo”. Tymczasem układ jest warunkowany przez początkowy wybór zawodnika i obie sytuacje nie pojawiają się równie często.
W pewnym sensie zmiana bramki zamienia miejscami prawdopodobieństwa – prawdopodobieństwo przegranej staje się prawdopodobieństwem wygranej i odwrotnie. Przy pierwszym wyborze łatwiej jest spudłować, zatem „strategia zmiany” prowadzi do łatwiejszej wygranej.
Załóżmy, że gracz początkowo wybrał bramkę numer 1. Poniższa tabela prezentuje 3 równie prawdopodobne możliwości, jakie wiążą się z takim wyborem.
| Bramka 1 | Bramka 2 | Bramka 3 | wynik bez zmiany bramki | wynik przy zmianie bramki |
| -------- | -------- | -------- | ----------------------- | ------------------------- |
| Nagroda  | pusta    | pusta    | Nagroda                 | pusta                     |
| pusta    | Nagroda  | pusta    | pusta                   | Nagroda                   |
| pusta    | pusta    | Nagroda  | pusta                   | Nagroda                   |

Widać wyraźnie, że przeciętnie szanse na wygraną nagrody są 2 razy większe w przypadku zmiany wyboru: gracz, który dokonuje zmiany wyboru, nic nie wygrywa tylko w jednym przypadku, za to zdobywa nagrodę w dwóch przypadkach, a zatem prawdopodobieństwo wygranej w przypadku zmiany wynosi 2/3.

### Sto bramek
Wyjaśnieniem paradoksu może być rozszerzenie zadania na większą liczbę (np. 100) bramek. W tej sytuacji po pierwotnym wyborze gracza (powiedzmy bramki numer 13) prowadzący odsłania 98 pustych bramek zostawiając bramkę gracza i jeszcze jedną (powiedzmy: numer 7).
W bramce 13 nagroda znajduje się z prawdopodobieństwem 1/100. Prawdopodobieństwo to jest stałe (żadne działania nie mają na nie wpływu — przy wszystkich bramkach zasłoniętych wynosi 1/100, po odsłonięciu jednej bramki nadal wynosi 1/100, i pozostaje takie samo nawet po odsłonięciu 98 bramek). Zmiana wyboru na bramkę 7 daje szansę na wygraną w 99 przypadkach na 100, ponieważ 98 bramek zostało już odsłoniętych, a nagroda znajduje się w jednej z pozostałych bramek. Pozostanie przy pierwotnym wyborze opiera się na wierze w słuszność początkowej decyzji, mimo braku racjonalnych dowodów.
Przy tym wyjaśnieniu powstaje pytanie: Dlaczego prowadzący musi odsłonić 98 bramek, a nie jedną, jak w przypadku z trzema bramkami? W przypadku trzech bramek wybór gracza jest zero-jedynkowy: albo pozostaję przy wyborze, albo zmieniam. Aby sytuacja była analogiczna, gracz przy stu bramkach musi mieć także taki prosty wybór (bramka 13 czy 7). Odsłonięcie jednej bramki spowodowałoby, że gracz miałby 99 wyjść z sytuacji, co jest zadaniem jakościowo różnym.

### Prawdopodobieństwo łączne
Można rozpatrywać prawdopodobieństwo znalezienia się nagrody nie w stosunku do każdej bramki, ale dzieląc je na dwie grupy. W początkowo wybranej przez gracza bramce (nazwijmy ją A) nagroda znajduje się z prawdopodobieństwem 1/3. A zatem w pozostałych dwóch bramkach rozpatrywanych łącznie (B i C) z prawdopodobieństwem 2/3.
Przez fakt otworzenia bramki przez prowadzącego prawdopodobieństwa nie mogą się zmienić (nikt przecież nie przesuwa nagrody). Skoro prowadzący pokazuje, że w jednej z dwóch pozostałych bramek (powiedzmy: B) prawdopodobieństwo wystąpienia nagrody wynosi 0, to całe prawdopodobieństwo dotyczące obu bramek (B i C) musi się „skupić” w bramce C. Zatem wynosi dla niej 2/3.

### Zamiana kolejności
Weźmy przebieg hipotetycznej gry w oryginalnej kolejności:
- Gracz wybiera bramkę (np. A)
- Z pozostałych bramek prowadzący otwiera pustą (np. B)
- Prowadzący proponuje zamianę bramki gracza (A) na pozostałą (C)
- Gracz dokonuje zamiany i bierze zawartość ostatniej bramki (C)

Można wyobrazić sobie zamianę kolejności czynności wykonanych przez prowadzącego:
- Gracz wybiera bramkę (np. A)
- Prowadzący najpierw proponuje mu zamianę jego bramki na obie pozostałe bramki (B i C)
- Gracz dokonuje zamiany
- Z dwóch bramek gracza prowadzący otwiera pustą (np. B) a gracz bierze zawartość pozostałej (C)

W takiej sytuacji rozkład prawdopodobieństwa jest oczywisty, gracz wybiera pomiędzy jedną (A) a dwiema (B i C) bramkami. Obie sytuacje są identyczne. Można przyjąć punkt widzenia, że oryginalnej wersji (po otwarciu pustej bramki B przez prowadzącego) gracz również wybiera pomiędzy swoją jedną bramką (A) a dwiema pozostałymi (B i C). Prowadzący po prostu już wcześniej pomógł w wyborze pomiędzy tymi dwiema (B i C).

## Rozwiązanie rzeczywiste
Spośród trzech bramek losowana jest bramka z nagrodą, następnie gracz wybiera bramkę. Są to losowania niezależne, zatem przy dwukrotnym losowaniu będzie 32 = 9 możliwości. Teraz prowadzący program odsłania bramkę. Ponieważ nie może odsłonić nagrody, jego wybór jest ograniczony decyzją gracza. W przypadku, gdy gracz wybrał bramkę wygrywającą, może on odsłonić dowolną z pozostałych bramek. Ponieważ 3 przypadki sprzyjały wygranej gracza, to w trzech przypadkach prowadzący ma do wyboru dwie bramki, a w pozostałych może wskazać tylko jedną. Zatem w momencie podejmowania decyzji przez gracza istnieje 3 · 2 + 6 · 1 = 6 + 6 = 12 różnych sytuacji.
| Sytuacja | Nagroda jest w bramce numer praw. warunkowe | Wybieram bramkę numer praw. warunkowe | Prowadzący odsłania bramkę numer praw. warunkowe | Łączne prawdopodobieństwo danej sytuacji | Wygrana lub przegrana . W przypadku wygranej, prawdopodobieństwo danej sytuacji. | Wygrana lub przegrana . W przypadku wygranej, prawdopodobieństwo danej sytuacji. |
| Sytuacja | Nagroda jest w bramce numer praw. warunkowe | Wybieram bramkę numer praw. warunkowe | Prowadzący odsłania bramkę numer praw. warunkowe | Łączne prawdopodobieństwo danej sytuacji | Strategia pozostawienia bramki                                                   | Strategia zmiany bramki                                                          |
| -------- | ------------------------------------------- | ------------------------------------- | ------------------------------------------------ | ---------------------------------------- | -------------------------------------------------------------------------------- | -------------------------------------------------------------------------------- |
| 1        | 1 1/3                                       | 1 1/3                                 | 2 1/2                                            | 1/18                                     | 1/18                                                                             | N                                                                                |
| 2        | 1 1/3                                       | 1 1/3                                 | 3 1/2                                            | 1/18                                     | 1/18                                                                             | N                                                                                |
| 3        | 1 1/3                                       | 2 1/3                                 | 3 1/1                                            | 2/18                                     | N                                                                                | 2/18                                                                             |
| 4        | 1 1/3                                       | 3 1/3                                 | 2 1/1                                            | 2/18                                     | N                                                                                | 2/18                                                                             |
| 5        | 2 1/3                                       | 1 1/3                                 | 3 1/1                                            | 2/18                                     | N                                                                                | 2/18                                                                             |
| 6        | 2 1/3                                       | 2 1/3                                 | 1 1/2                                            | 1/18                                     | 1/18                                                                             | N                                                                                |
| 7        | 2 1/3                                       | 2 1/3                                 | 3 1/2                                            | 1/18                                     | 1/18                                                                             | N                                                                                |
| 8        | 2 1/3                                       | 3 1/3                                 | 1 1/1                                            | 2/18                                     | N                                                                                | 2/18                                                                             |
| 9        | 3 1/3                                       | 1 1/3                                 | 2 1/1                                            | 2/18                                     | N                                                                                | 2/18                                                                             |
| 10       | 3 1/3                                       | 2 1/3                                 | 1 1/1                                            | 2/18                                     | N                                                                                | 2/18                                                                             |
| 11       | 3 1/3                                       | 3 1/3                                 | 1 1/2                                            | 1/18                                     | 1/18                                                                             | N                                                                                |
| 12       | 3 1/3                                       | 3 1/3                                 | 2 1/2                                            | 1/18                                     | 1/18                                                                             | N                                                                                |
| Razem    | Razem                                       | Razem                                 | Razem                                            | 18/18                                    | 6/18                                                                             | 12/18                                                                            |

W kolumnie „Prawdopodobieństwo łączne” prawdopodobieństwa sumują się do 18/18, gdyż dotyczą zdarzeń rozłącznych.
Sumując prawdopodobieństwa zdarzeń losowych odpowiadających wygranej () uzyskamy:
- dla strategii pozostawienia bramki prawdopodobieństwo wygranej 6/18=1/3
- dla strategii zmiany bramki prawdopodobieństwo wygranej 12/18=2/3